# ラーダ
ラーダ（ウクライナ語: рада、ポーランド語: rada）は、「忠告、勧告、勧め、助言」や「(一般的な)議会、会議を意味すると共に、「(政治機関としての)議会」を意味する語である。ソ連時代には「ソヴィエト」（ロシア語: совет）を意味する語句としても用いられた。その他、政治機関にもラーダと呼ばれるものがある。

## 概要
ウクライナでは、15世紀頃からコサックによる統治が始められたとされるが、コサック国家の基本機関となったのがラーダであった。これはロシアのコサックでのクルークに相当するもので、「民族議会」、「全体会議」などと意訳されるが、その通り平等を原則に集団の成員男子全員が参加する議会であり、軍事行動や外国との同盟などの重要を決める場合には原則として必ず開かれていた。また、ここでは「大統領」とも意訳されるヘーチマンを選出することも行われた。なお、ザポロージエ・コサックのシーチでは、「ヘーチマン」（頭領）、「スタルシナー」（年寄衆、長老衆）、「ラーダ」（評定）という順に組織が組まれていた。
「рада」の形容詞形は「радянський」（ラヂャーンスィクィイ）であるが、「ウクライナ・ソビエト社会主義共和国」は、ロシア語では「Украинская Советская Социалистическая Республика」（ウクライーンスカヤ・サヴィェーツカヤ・サツィアリスチーチェスカヤ・リスプーブリカ）であるところが、ウクライナ語では「Українська Радянська Соціалістична Республіка」（ウクライィーンスィカ・ラヂャーンスィカ・ソツィアリスチーチュナ・レスプーブリカ）である。
独立後のロシアではロシア帝国時代に「議会」を意味する語句として用いられてきた「дума」（ドゥーマ）という古い単語を「совет」に代る語として採用したが、ウクライナではロシア革命前、国内戦期、ソ連時代を通じて常に「議会」を表す語は「рада」であったためか（つまり他に「議会」を表す適切な単語がない）、独立後も一貫して「рада」を使用しており、現在のウクライナの国会もヴェルホーヴナ・ラーダ・ウクライィーヌィ(Верховна Рада України:「ウクライナの最高議会」という意味)と呼ばれている。また、「議会」の類はすべて「ラーダ」であるために町中到るところに「ラーダ」があるという状態になっており、これもいわゆるソ連・ロシアの「ソヴィエト」とは異質な点である。
なお、「рада」の第一義的意味である「勧告、勧め」などを意味する名詞としては、他に「порада」（ポラーダ）がある。また、「рада」に関係するものとしては、「勧告する、助言する、勧める」といった意味の動詞の「радити」（ラーディティ）、「相談する」という意味の動詞の「радитися」がある。なお、ウクライナ語にはロシア語から入った「совіт」（ソヴィート）及び「совєт」（ソヴィェート）という名詞及びそれから派生した動詞・形容詞などがあるが、「рада」の方が一般的である。

## ウクライナの主なラーダ
ウクライナの各時代・各勢力におけるラーダ。
- ヘネラーリナ・ラーダ

「全体議会」と訳される、コサック政府の中心議会。身分に関係なくすべてのコサック成員が参加する。ヘーチマンはここで選出された。
- ラーダ・スタルシーン

「長老議会」と訳される。当初は選挙によって選ばれたヘーチマン、参謀部幕僚、連隊長などで構成されていたが、のちにこれらの「長老」（スタルシナー）は世襲化され、貴族化し、コサック国家の大原則であった平等性を脅かすこととなった。
- ウクライィーンスィカ・ツェントラーリナ・ラーダ

1917年3月に結成された政治組織で、「ウクライナ中央ラーダ」、あるいはたんに「中央ラーダ」、「民族議会」と訳される。ロシア連邦内でのウクライナの自治確立を目指し、臨時政府によって認められた。しかしながら、十月革命には賛同せずウクライナ人民共和国として独立を宣言したため赤軍がウクライナへ侵攻して内戦となった。結局はドイツ軍のクーデターによって解散された。中央ラーダ勢力の残党は、のちにディレクトーリヤ政府を作った。
- ラーダ・ナロードヌィフ・ミニーストリウ

1918年に組織されたウクライナ中央ラーダの後継機関。「国民閣僚ラーダ」、「人民大臣ラーダ」などと訳される。「国民の大臣たちのラーダ」というのが直訳的な名称となる。
- ウクライィーンスィカ・ナツィオナーリナ・ラーダ

1947年から1948年に結成された亡命ウクライナ人民共和国政府の後継組織。「ウクライナ国民ラーダ」と訳される。
- ヴェルホーヴナ・ラーダ・ウクライィーヌィ

現在の独立ウクライナの国会。「最高議会」と訳される。
この他、ミスィカー・ラーダ（市議会）からソ連時代のソヴィエトまで、議会と名の付くものはウクライナではすべてラーダである。